# Milton Campos
Milton Soares Campos (Ponte Nova, 16 de agosto de 1900 — Belo Horizonte, 16 de janeiro de 1972) foi um político, professor, jornalista e advogado brasileiro. Foi governador de Minas Gerais, deputado federal, senador, vereador e ministro da Justiça.
Milton Campos bacharelou-se pela Faculdade de Direito de Minas Gerais - hoje da UFMG - em dezembro de 1922, e ainda estudante apoiou os candidatos oposicionistas da Reação Republicana aos governos estaduais e a República. Também no início dos anos 1920 participou, como escritor, da novela coletiva O capote do guarda, ao lado de escritores como Carlos Góes e Aníbal Machado. A partir de 1925 passou a dedicar-se profissionalmente também ao jornalismo, assumindo a direção dos Diários Associados em Minas, fundando e colaborando com o Estado de Minas e também para o Diário de Minas. Em 1934 elegeu-se deputado à Constituinte de Minas Gerais pelo Partido Progressista (PP). Com o fechamento das assembleias legislativas volta a advogar para a Caixa Econômica Federal até 1944, quando foi exonerado do cargo por ser um dos signatários do Manifesto dos Mineiros, documento divulgado em outubro de 1943, representando a primeira iniciativa dos setores liberais contra o Estado Novo.
Foi eleito deputado à Assembleia Nacional Constituinte em 1945, mesmo ano em que participou da fundação da União Democrática Nacional (UDN). Dois anos depois ganhou a eleição para o governo mineiro com coligação entre a UDN, o Partido Republicano e uma ala dissidente do Partido Social Democrático (PSD), além de integralistas e comunistas. Como governador, desenvolveu uma administração baseada na austeridade e na recuperação das finanças. Educação, agricultura, energia elétrica são algumas áreas em que mais se pôde notar a atuação de Milton Campos como governador de Minas Gerais. Foi também candidato à vice-presidência da República por duas vezes (1955 e 1960), sendo derrotado em ambas. Em 1958 elegeu-se senador por seu estado de origem. Participou ativamente das articulações que levaram ao golpe militar de 1964, que tirou João Goulart da presidência. Foi nomeado ministro da Justiça e Negócios Interiores pelo presidente Castelo Branco, demitindo-se em 1965, por não concordar com a edição do Ato Institucional Número Dois. Em 1966 foi reeleito senador. Faleceu durante seu último mandato, em Belo Horizonte, em janeiro de 1972.
Milton S. Campos é também patrono das Faculdades Milton Campos, com sede em Nova Lima.

## Política econômica
Milton Soares Campos esperava ser durante o seu governo, o incansável lidador da causa pública que conhecia o limite de suas forças e contava com o auxílio de colaboradores. Mobilizou recursos importantes que serviram de base para o desenvolvimento de Juscelino Kubitschek.
Apresentou as bases do Plano de Recuperação Econômica e de Fomento da Produção, que caracterizava as principais carências econômicas do Estado e propunha hierarquização de investimentos para superá-las, como a industrialização. Novos políticas tributárias e creditícias foram postas em prática para aumentar a capacidade investidora do Estado no setor de infraestrutura (aumentar a produção de energia e melhoria da rede viária).
A taxa de Serviços de Recuperação Econômica foi instituída como meio de obtenção de fundos para o Plano de Recuperação Econômica e Fomento da Produção. Esta taxa afetava igualmente todas as atividades econômicas do Estado. O Plano de Recuperação Econômica previa o levantamento da carta agrogeológica de Minas, que serviria de base para a distribuição racional das culturas e técnicas agrícolas. Instituiu também a assistência itinerante aos agricultores já que era preciso melhorar a qualidade de mão de obra agrícola. O setor pecuário contava com a colaboração de cinco laboratórios para fabricação de vacinas e três outros para inseminação.
O liberalismo clássico prevalecia, acabando com os impostos interestaduais, fixando novos tributos e reavaliando outros já existentes. Assim como outros governantes, Milton S. Campos aderiu à isenção fiscal como forma de atrair investimento privado.
Em 1948, criou o Departamento de Administração para racionalizar e modernizar a burocracia estadual. Através da Lei nº 310, regulamentou a formação de sociedades economia mista para a construção e exploração de centrais e usinas hidrelétricas. A participação do governo ficava definida por meio da subscrição de ações e da emissão de títulos da dívida pública. Foi criado também o Fundo de Eletrificação para prover recursos para a execução do Plano Estadual de Eletrificação (Usina Salto Grande).
O governo procurou fortalecer o ensino agrícola de nível superior. Autorizou a emissão de apólices da Dívida Interna Fundada do Estado a fim de obter recursos para o Fundo Universitário. Levou em frente o movimento pela criação da Universidade de Minas Gerais e democratizou o ensino médio em Minas criando a rede de ginásios gratuitos.
O Departamento da Criança também foi outra realização do governo de Milton Campos que estabelecia uma política mais sistemática para lidar com a questão do menor abandonado e da assistência às mães e nutrientes das classes mais pobres.

## A trajetória política
Ingressou na Faculdade de Direito da Universidade de Minas Gerais em 1918. Nesse ano, apoiou os candidatos oposicionistas da Reação Republicana aos governos de Minas Gerais e da República, respectivamente Francisco Sales e Nilo Peçanha, ambos derrotados. Ainda em seus tempos de universitário, travou amizade com jovens literatos da capital mineira, na sua maioria influenciados pelo modernismo, entre os quais Carlos Drummond de Andrade, Afonso Arinos de Melo Franco e Gustavo Capanema.                                                             
Em 1934, elegeu-se deputado estadual constituinte em Minas Gerais, na legenda do Partido Popular (PP), agremiação que oferecia sustentação aos governos federal e estadual. Permaneceu na Assembleia Legislativa mineira até novembro de 1937, quando o golpe do Estado Novo decretou o fechamento de todas as casas legislativas do país. Nessa ocasião, manifestou-se contrário ao estabelecimento da ditadura varguista. Com o início do processo de redemocratização do país, em 1945, foi um dos fundadores da União Democrática Nacional (UDN), agremiação que reunia a oposição liberal ao Estado Novo. Em dezembro desse ano, elegeu-se deputado federal constituinte por Minas Gerais. Dois anos depois, ganhou a eleição para o governo mineiro, numa ampla coligação que, além da UDN, incluía dissidentes do Partido Social Democrático (PSD), o Partido Republicano do ex-presidente Arthur Bernardes, integralistas e comunistas.
A princípio, a candidatura de Milton S. Campos pareceu quixotesca. "Era apenas uma candidatara de protesto, iniciada desportivamente: meia dúzia de udenistas percorrendo o interior do Estado, para levar a palavra esclarecedora daquele pregador cívico que semeava o trigo na terra árida dos 'eleitores de cabresto'. Uma verdadeira aventura romântica."
Com a instalação, em Belo Horizonte, do Comitê Pró-Milton S. Campos, na Avenida João Pinheiro, a campanha udenista passou a crescer assustadoramente, realizou uma brilhante administração. Na área de educação, instituiu milhares de escolas primárias e nos setores de agricultura e energia elétrica, realizou notável obra administrativa, além de sustar o empreguismo e recuperar as finanças. A CEMIG  começou a ser planejada no seu governo, quando foram realizados estudos sobre a questão da energia elétrica, com o objetivo de analisar as condições energéticas do Estado e propor a criação de uma empresa que fosse responsável pela execução desse projeto, dando suporte para a implantação de um parque industrial em Minas.
Terminou seu mandato em janeiro de 1951, transferindo o governo a Juscelino Kubitschek, eleito pelo PSD. Em outubro de 1954, voltou a eleger-se para a Câmara Federal. Em abril do ano seguinte, assumiu a presidência nacional da UDN, e nesse mesmo ano foi lançado como candidato udenista à vice-presidência da República, compondo chapa com o general Juarez Távora, sendo ambos derrotados pela chapa Kubitschek-João Goulart. Em maio de 1957, afastou-se da presidência da UDN. Em outubro do ano seguinte, elegeu-se senador por Minas Gerais. Dois anos depois voltou a concorrer à vice-presidência da República, sendo novamente derrotado por João Goulart.                                                           	
Participou ativamente das articulações que levaram ao golpe militar de 1964, que afastou Goulart da presidência. Em abril desse ano, logo após a instalação do novo regime, foi nomeado ministro da Justiça pelo presidente Castelo Branco. Deixou o cargo em outubro de 1965, retornando ao Senado. Filiado à Aliança Renovadora Nacional (Arena), partido criado após a instalação do bipartidarismo e base de apoio ao regime militar, renovou seu mandato de senador em 1966.